# سوتا تشيبا
سوتا تشيبا (باليابانية: 千葉 奏汰) (26 يونيو 1995 في ياماتو في اليابان – )؛ هو لاعب كرة قدم سابق كان يلعب كحارس مرمى.

## وصلات خارجية
- سوتا تشيبا على موقع رابطة كرة القدم اليابانية للمحترفين (اليابانية)
- سوتا تشيبا على موقع Soccerway.com (الإنجليزية)